# 배성동
배성동(裵成東, 1936년 6월 21일~2021년 8월 19일)은 대한민국의 정치인이다. 제11·12대 국회의원을 지냈다. 본관은 흥해이다.
대구에서 태어났으며, 계성고등학교와 서울대학교 등에서 수학하였다. 1964년부터 서울대 정치학과에서 교수로 강의하였고, 1975년 박사 학위를 받았고, 1988년까지 교수직을 유지하였다.
1981년 민주정의당 창당에 참여하였고, 민주정의당 전국구 의원으로 제11·12대 국회의원을 지냈다. 1988년 13대 총선에서는 서울 도봉구 을에 출마하였으나, 2위(23,981표, 득표율 23.84%)로 낙선하였다. 낙선 이후 명지대학교 북한학과 교수(1994년~2001년), 한국학중앙연구원 비상근 이사장(2009년~2012년)을 지냈으며, 운경재단 이사장(2011년~2014년) 등을 역임하였다.

## 학력
- 서울대학교 정치학과, 동대학원 졸업(정치학 박사)
- 독일 뮌헨대학 수학
- 일본 동경대학 수학

## 경력
- 서울대 정치학과 교수
- 민주정의당, 중앙집행위원, 정책조정실장, 연수원장
- 의식선진화추진본부장, 도봉을구 지구당 위원장
- APPU대표단장, 한일의원연맹 부간사장
- 한국사회개발연구소소장
- 현대경제사회연구원 원장
- 명지대학교 북한학과 교수, 북한연구소 소장
- 현대일본학회 회장
- 한백연구재단 고문
- 대한민국헌정회 정책연구위원회 의장(2회)
- 한국학 중앙연구원 이사장
- 대한민국헌정회 이사

## 역대 선거 결과
|  | 35.6% |

|  | 35.2% |

|  | 23.84% |